# Lista stu najlepszych amerykańskich filmów według AFI
Lista opublikowana przez American Film Institute zawierająca sto najlepszych amerykańskich filmów stulecia. Oparta została na głosach 1500 aktorów i znawców kina. Została opublikowana w 1998 roku, jako pierwsza z serii list z okazji stulecia kinematografii.

## Kryteria
Przy wyborze filmów zastosowano następujące kryteria:
1. Czas trwania: Przynajmniej 60 minut
2. Film amerykański: W języku angielskim, wyprodukowany w USA. Jednak niektóre filmy, jak Lawrence z Arabii zakwalifikowano jako amerykańskie, mimo że udział Stanów Zjednoczonych w produkcji był minimalny.
3. Oceny krytyków: Jakie recenzje zebrał film po ukazaniu się w kinach.
4. Nagrody wielkich festiwali: Zdobycie przez film ważnych nagród.
5. Popularność: Uwzględnienie kinowego boxoffice’u, transmisji telewizyjnych i rynku wideo.
6. Znaczenie historyczne: Film przeszedł do historii ze względu na nowatorską narrację czy środki wyrazu.
7. Wpływ kulturowy: Jak duży ślad w amerykańskim społeczeństwie pozostawił po sobie film.

## Lista
| Film                                     | Rok wejścia na ekrany | Ranking 1998 | Ranking 2007 | Zmiana |
| ---------------------------------------- | --------------------- | ------------ | ------------ | ------ |
| Obywatel Kane                            | 1941                  | 1            | 1            | 0      |
| Casablanca                               | 1942                  | 2            | 3            | 1      |
| Ojciec chrzestny                         | 1972                  | 3            | 2            | 1      |
| Przeminęło z wiatrem                     | 1939                  | 4            | 6            | 2      |
| Lawrence z Arabii                        | 1962                  | 5            | 7            | 2      |
| Czarnoksiężnik z krainy Oz               | 1939                  | 6            | 10           | 4      |
| Absolwent                                | 1967                  | 7            | 17           | 10     |
| Na nabrzeżach                            | 1954                  | 8            | 19           | 11     |
| Lista Schindlera                         | 1993                  | 9            | 8            | 1      |
| Deszczowa piosenka                       | 1952                  | 10           | 5            | 5      |
| To wspaniałe życie                       | 1946                  | 11           | 20           | 9      |
| Bulwar Zachodzącego Słońca               | 1950                  | 12           | 16           | 4      |
| Most na rzece Kwai                       | 1957                  | 13           | 36           | 23     |
| Pół żartem, pół serio                    | 1959                  | 14           | 22           | 8      |
| Gwiezdne wojny: część IV – Nowa nadzieja | 1977                  | 15           | 13           | 2      |
| Wszystko o Ewie                          | 1950                  | 16           | 28           | 12     |
| Afrykańska królowa                       | 1951                  | 17           | 65           | 48     |
| Psychoza                                 | 1960                  | 18           | 14           | 4      |
| Generał                                  | 1926                  | —            | 18           | —      |
| Chinatown                                | 1974                  | 19           | 21           | 2      |
| Lot nad kukułczym gniazdem               | 1975                  | 20           | 33           | 13     |
| Grona gniewu                             | 1940                  | 21           | 23           | 2      |
| 2001: Odyseja kosmiczna                  | 1968                  | 22           | 15           | 7      |
| Sokół maltański                          | 1941                  | 23           | 31           | 8      |
| Wściekły Byk                             | 1980                  | 24           | 4            | 20     |
| E.T.                                     | 1982                  | 25           | 24           | 1      |
| Dr. Strangelove                          | 1964                  | 26           | 39           | 13     |
| Bonnie i Clyde                           | 1967                  | 27           | 42           | 15     |
| Czas Apokalipsy                          | 1979                  | 28           | 30           | 2      |
| Pan Smith jedzie do Waszyngtonu          | 1939                  | 29           | 26           | 3      |
| Skarb Sierra Madre                       | 1948                  | 30           | 38           | 8      |
| Annie Hall                               | 1977                  | 31           | 35           | 4      |
| Ojciec chrzestny II                      | 1974                  | 32           | 32           | 0      |
| W samo południe                          | 1952                  | 33           | 27           | 6      |
| Zabić drozda                             | 1962                  | 34           | 25           | 9      |
| Ich noce                                 | 1934                  | 35           | 46           | 11     |
| Nocny kowboj                             | 1969                  | 36           | 43           | 7      |
| Najlepsze lata naszego życia             | 1946                  | 37           | 37           | 0      |
| Podwójne ubezpieczenie                   | 1944                  | 38           | 29           | 9      |
| Doktor Żywago                            | 1965                  | 39           | —            | —      |
| Północ, północny zachód                  | 1959                  | 40           | 55           | 15     |
| West Side Story                          | 1961                  | 41           | 51           | 10     |
| Okno na podwórze                         | 1954                  | 42           | 48           | 6      |
| King Kong                                | 1933                  | 43           | 41           | 2      |
| Narodziny narodu                         | 1915                  | 44           | —            | —      |
| Tramwaj zwany pożądaniem                 | 1951                  | 45           | 47           | 2      |
| Mechaniczna pomarańcza                   | 1971                  | 46           | 70           | 24     |
| Taksówkarz                               | 1976                  | 47           | 52           | 5      |
| Szczęki                                  | 1975                  | 48           | 56           | 8      |
| Królewna Śnieżka i siedmiu krasnoludków  | 1937                  | 49           | 34           | 15     |
| Nietolerancja                            | 1916                  | —            | 49           | —      |
| Butch Cassidy i Sundance Kid             | 1969                  | 50           | 73           | 23     |
| Władca Pierścieni: Drużyna Pierścienia   | 2001                  | —            | 50           | —      |
| Filadelfijska opowieść                   | 1940                  | 51           | 44           | 7      |
| Stąd do wieczności                       | 1953                  | 52           | —            | —      |
| Amadeusz                                 | 1984                  | 53           | —            | —      |
| Na Zachodzie bez zmian                   | 1930                  | 54           | —            | —      |
| Dźwięki muzyki                           | 1965                  | 55           | 40           | 15     |
| MASH                                     | 1970                  | 56           | 54           | 2      |
| Trzeci człowiek                          | 1949                  | 57           | —            | —      |
| Fantazja                                 | 1940                  | 58           | —            | —      |
| Buntownik bez powodu                     | 1955                  | 59           | —            | —      |
| Nashville                                | 1975                  | —            | 59           | —      |
| Poszukiwacze zaginionej Arki             | 1981                  | 60           | 66           | 6      |
| Zawrót głowy                             | 1958                  | 61           | 9            | 52     |
| Podróże Sullivana                        | 1941                  | —            | 61           | —      |
| Tootsie                                  | 1982                  | 62           | 69           | 7      |
| Dyliżans                                 | 1939                  | 63           | —            | —      |
| Kabaret                                  | 1972                  | —            | 63           | —      |
| Bliskie spotkania trzeciego stopnia      | 1977                  | 64           | —            | —      |
| Milczenie owiec                          | 1991                  | 65           | 74           | 9      |
| Sieć                                     | 1976                  | 66           | 64           | 2      |
| Przeżyliśmy wojnę                        | 1962                  | 67           | —            | —      |
| Kto się boi Virginii Woolf?              | 1966                  | —            | 67           | —      |
| Amerykanin w Paryżu                      | 1951                  | 68           | —            | —      |
| Jeździec znikąd                          | 1953                  | 69           | 45           | 24     |
| Francuski łącznik                        | 1971                  | 70           | 93           | 23     |
| Forrest Gump                             | 1994                  | 71           | 76           | 5      |
| Szeregowiec Ryan                         | 1998                  | —            | 71           | —      |
| Ben-Hur                                  | 1959                  | 72           | 100          | 28     |
| Skazani na Shawshank                     | 1994                  | —            | 72           | —      |
| Wichrowe Wzgórza                         | 1939                  | 73           | —            | —      |
| Gorączka złota                           | 1925                  | 74           | 58           | 16     |
| Tańczący z wilkami                       | 1990                  | 75           | —            | —      |
| W upalną noc                             | 1967                  | —            | 75           | —      |
| Światła wielkiego miasta                 | 1931                  | 76           | 11           | 65     |
| Amerykańskie graffiti                    | 1973                  | 77           | 62           | 15     |
| Wszyscy ludzie prezydenta                | 1976                  | —            | 77           | —      |
| Rocky                                    | 1976                  | 78           | 57           | 21     |
| Łowca jeleni                             | 1978                  | 79           | 53           | 26     |
| Dzika banda                              | 1969                  | 80           | 79           | 1      |
| Dzisiejsze czasy                         | 1936                  | 81           | 78           | 3      |
| Spartakus                                | 1960                  | —            | 81           | —      |
| Olbrzym                                  | 1956                  | 82           | —            | —      |
| Wschód słońca                            | 1927                  | —            | 82           | —      |
| Pluton                                   | 1986                  | 83           | 86           | 3      |
| Titanic                                  | 1997                  | —            | 83           | —      |
| Fargo                                    | 1996                  | 84           | —            | —      |
| Kacza zupa                               | 1933                  | 85           | 60           | 25     |
| Noc w operze                             | 1935                  | —            | 85           | —      |
| Bunt na Bounty                           | 1935                  | 86           | —            | —      |
| Frankenstein                             | 1931                  | 87           | —            | —      |
| Dwunastu gniewnych ludzi                 | 1957                  | —            | 87           | —      |
| Swobodny jeździec                        | 1969                  | 88           | 84           | 4      |
| Patton                                   | 1970                  | 89           | —            | —      |
| Szósty zmysł                             | 1999                  | —            | 89           | —      |
| Śpiewak jazzbandu                        | 1927                  | 90           | —            | —      |
| Lekkoduch                                | 1936                  | —            | 90           | —      |
| My Fair Lady                             | 1964                  | 91           | —            | —      |
| Wybór Zofii                              | 1982                  | —            | 91           | —      |
| Miejsce pod słońcem                      | 1951                  | 92           | —            | —      |
| Garsoniera                               | 1960                  | 93           | 80           | 13     |
| Chłopcy z ferajny                        | 1990                  | 94           | 92           | 2      |
| Pulp Fiction                             | 1994                  | 95           | 94           | 1      |
| Ostatni seans filmowy                    | 1971                  | —            | 95           | —      |
| Poszukiwacze                             | 1956                  | 96           | 12           | 84     |
| Rób, co należy                           | 1989                  | —            | 96           | —      |
| Drapieżne maleństwo                      | 1938                  | 97           | 88           | 9      |
| Łowca androidów                          | 1982                  | —            | 97           | —      |
| Bez przebaczenia                         | 1992                  | 98           | 68           | 30     |
| Zgadnij, kto przyjdzie na obiad          | 1967                  | 99           | —            | —      |
| Toy Story                                | 1995                  | —            | 99           | —      |
| Yankee Doodle Dandy                      | 1942                  | 100          | 98           | 2      |

## Aktualizacja w 2007 roku
Dwadzieścia trzy filmy z pierwotnej listy 100 najlepszych filmów zostały usunięte w 2007 roku:
- Doktor Żywago (1965)
- Narodziny narodu (1915)
- Stąd do wieczności (1953)
- Amadeusz (1984)
- Na Zachodzie bez zmian (1930)
- Trzeci człowiek (1949)
- Fantazja (1940)
- Buntownik bez powodu (1955)
- Dyliżans (1939)
- Bliskie spotkania trzeciego stopnia (1977)
- Przeżyliśmy wojnę (1962)
- Amerykanin w Paryżu (1951)
- Wichrowe Wzgórza (1939)
- Tańczący z wilkami (1990)
- Olbrzym (1956)
- Fargo (1996)
- Bunt na Bounty (1935)
- Frankenstein (1931)
- Patton (1970)
- Śpiewak jazzbandu (1927)
- My Fair Lady (1964)
- Miejsce pod słońcem (1951)
- Zgadnij, kto przyjdzie na obiad (1967)

Dodano cztery filmy powstałe w latach 1996–2006:
- Władca Pierścieni: Drużyna Pierścienia (2001)
- Szeregowiec Ryan (1998)
- Titanic (1997)
- Szósty zmysł (1999)

Dodano również dziewiętnaście filmów nakręconych przed 1996 rokiem:
- Generał (1926)
- Nietolerancja (1916)
- Nashville (1975)
- Podróże Sullivana (1941)
- Kabaret (1972)
- Kto się boi Virginii Woolf? (1966)
- Skazani na Shawshank (1994)
- W upalną noc (1967)
- Wszyscy ludzie prezydenta (1976)
- Spartakus (1960)
- Wschód słońca (1927)
- Noc w operze (1935)
- Dwunastu gniewnych ludzi (1957)
- Lekkoduch (1936)
- Wybór Zofii (1982)
- Ostatni seans filmowy (1971)
- Rób, co należy (1989)
- Łowca androidów (1982)
- Toy Story (1995)